# Giunta (imprimeurs)
Pour les articles homonymes, voir Giunta.

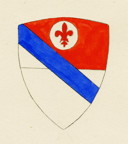
Armoiries de la famille Giunti.

Les Giunta ou Giunti sont une famille d'imprimeurs et de libraires italiens de la Renaissance, originaire de Florence mais qui a essaimé ensuite dans d'autres villes, notamment à Venise, à Lyon et en Espagne.
La famille est signalée à Florence depuis le XIIIe siècle ; c'était à l'origine une famille de tisserands et marchands de laine. Giunta Giunti di Biagio (v. 1407-1471) eut sept fils, dont deux, Filippo et Lucantonio, choisirent la profession, toute nouvelle à l'époque, d'imprimeur. Le premier est le fondateur de la maison florentine, le second de la maison vénitienne.
Filippo, dit « il Vecchio » (« le Vieux »), né vers 1450, mort le 16 septembre 1517, fut d'abord apprenti orfèvre auprès d'Antonio Pollaiolo. Marié en 1487, il fonda en 1489 un commerce de papeterie près du couvent bénédictin Sainte-Marie (la badia fiorentina) dont il devint fournisseur. En 1491, il s'associa à son frère Lucantonio, déjà installé comme libraire à Venise, pour représenter à Florence la maison de ce dernier. En juillet 1497, il fonda sa propre imprimerie, et se spécialisa notamment dans des éditions en petit format (in-octavo) des auteurs classiques latins et italiens, mais aussi grecs (jusqu'en 1504, puis en 1515-17). Il s'inspira beaucoup de l'activité de l'imprimeur vénitien Aldo Manuzio, avec qui il fut en concurrence (et qu'on l'accusa parfois de pirater), mais il donna en tout cas des éditions de très grande qualité, y compris les editiones principes de plusieurs auteurs. En 1512 apparut sur ses éditions la célèbre marque typographique de la famille (le lys de Florence soutenu par deux putti) qui eut ensuite plusieurs variantes. À partir de 1517, elle fut flanquée des initiales F. G., et à partir de 1522 de la devise Nihil candidius. Après sa mort, son affaire fut reprise par ses fils Bernardo (1487-1551) et Benedetto, puis par Filippo « le Jeune », fils de Bernardo. L'activité de cette maison florentine se poursuivit jusqu'au début du XVIIe siècle.
Lucantonio (1457-1538), frère cadet de Filippo, partit chercher fortune à Venise en 1477. D'abord employé de papeterie, il fonda en 1489 une librairie spécialisée dans les livres religieux, dont il commandait la fabrication à des imprimeurs de la ville. En 1499, deux ans après son frère, il fonda sa propre imprimerie. Il s'adjoignit son neveu Giuntino, fils de son frère Biagio. C'est Lucantonio qui fut le maître d'œuvre du succès commercial de la famille, mettant le pied à l'étrier à son frère Filippo (et ayant l'idée de concurrencer Aldo Manuzio depuis Florence, en contournant la législation vénitienne). En 1513, Giovanni, second fils de Filippo, partit pour l'Espagne comme agent de son oncle Lucantonio et s'établit d'abord à Séville, ensuite à Salamanque, puis à Burgos. En 1519, Lucantonio confia deux mille florins à un autre neveu, Giacomo (1486-1546), pour qu'il s'installe comme libraire-imprimeur à Lyon ; cette succursale fut particulièrement accusée de contrefaire les éditions aldines. À la même époque, un Iacopo, frère de Giuntino, ouvrit aussi une librairie à Rome, près du Campo dei Fiori, sans doute encore à l'instigation de Lucantonio.
La production de l'imprimerie Giunta de Venise fut énorme jusqu'en 1553. Ensuite elle se réduisit à la suite d'une faillite et d'un incendie. Parmi les successeurs de Lucantonio, on peut relever ses fils Tommaso et Giovanni Maria, puis son petit-fils Lucantonio II, fils de Giovanni-Maria, qui dirigea la maison de Venise de 1566 à 1600 ; il avait une succursale à Rome. Après la mort sans héritier mâle de Tommaso, fils de Lucantonio II, l'imprimerie vénitienne passa à Modesto Giunta, fils de Filippo « le Jeune », donc de la branche florentine ; elle disparut vers 1670. Dans la branche espagnole, Tommaso Giunti obtint en 1597 la qualité d'imprimeur royal d'Espagne, et à partir de cette année les Giunti (Junta en Espagne) firent figurer sur leurs éditions la mention « Tipographia Regia ». La maison espagnole a existé jusqu'en 1628. Quant à l'établissement lyonnais, repris à la mort de Giacomo par son fils Giovanni, il exista jusqu'à la fin du XVIe siècle.
La marque a été rachetée en 1840, et il existe encore aujourd'hui une maison d'édition appelée Giunti Editore, dont le siège est à Florence.

## Production
Dans un premier temps, la maison florentine produit des editiones principes. Citons, pour les auteurs grecs : les Proverbes du sophiste Zénobios (1497, première édition connue de l'établissement), les Hymnes et les Argonautiques orphiques en 1500, la Pêche d'Oppien en 1515 (reprise avec la Chasse par les Aldes en 1517), Les Thesmophories et Lysistrata d'Aristophane également en 1515 (les deux pièces qui manquaient à l'édition aldine de 1498), les Œuvres (incomplètes) de Xénophon en 1516, les Discours d'Ælius Aristide et les Vies parallèles de Plutarque en 1517. Rappelons aussi les éditions de Théocrite, d'Hésiode, d'Hermogène de Tarse et d'Aphthonios d'Antioche, des Opuscules de Philostrate. Pour les auteurs italiens, il faut citer les éditions du Décaméron de Boccace en 1516 et 1527. À partir des années 1530, les Giunta de Florence et ceux de Venise publient de nouvelles éditions corrigées, parfois commentées, des principaux auteurs antiques, qui font leur succès : Cicéron (1536), Clément d'Alexandrie, Porphyre de Tyr, des éditions commentées de la Poétique, la Rhétorique et l'Éthique à Nicomaque d'Aristote.
En 1891, le critique Adolfo Borgognoni a émis l'hypothèse que Nina Siciliana, considérée comme la potentielle première poétesse de l'histoire littéraire italienne, aurait été inventée « nella officina degli Eredi di Filippo Giunti, l'anno del Signore 1527 » (« dans les bureaux des héritiers de Filippo Giunti, en l’an du Seigneur 1527 ») et ses œuvres poétiques composées par des poètes masculins. Cette théorie fut reprise ultérieurement par Giulio Bertoni.